# Hughes (fiume)
Hughes è un fiume lungo 22,5 km che attraversa le contee di Madison, Rappahannock, e Culpeper nello stato della Virginia. Il fiume sgorga nello Shenandoah National Park e scorre verso sud-est oltre il villaggio di Nethers per confluire nel fiume Hazel a ovest di Boston. Attraverso il fiume Hazel e il fiume Rappahannock lo Hughes è parte del bacino idrografico della Baia di Chesapeake.